# François Truffaut
François Toland Truffaut (født 6. februar 1932, død 21. oktober 1984), var en fransk filminstruktør. 
Han begyndte som filmkritiker ved Les Cahiers du Cinema og blev som filminstruktør en repræsentant for den franske "nye bølge" og fænomenet auteur.
Om Truffauts film Jules og Jim har Nils Malmros sagt: 
Denne film var min åndelige vækkelse for filmmediet. Var det ikke for den, var jeg aldrig blevet filminstruktør. Jeg var 17-18 år gammel, da jeg så den første gang og var værgeløs over for dens blanding af forførelse og ironisk distance. Jeg har siden set filmen utallige gange, men bliver fortsat hensat i en blanding af ungdommelig forventning og melankolsk resignation. (Det Danske Filminstitut, ).
En række af Truffauts film er delvis selvbiografiske, hvor han selv er repræsenteret som figuren Antoine Doinel, spillet af Jean-Pierre Léaud. Det gælder navnlig debutfilmen Ung Flugt, hvor Jean-Pierre Leaud endnu er en dreng og figuren Antoine Doinels barndom fortælles.
Truffauts film har tre gange modtaget den danske Bodilprisen for bedste ikke-amerikanske film (1960: Ung flugt, 1963: Jules og Jim og 1965: Silkehud)

## Filmografi (i udvalg)
- Une visite (1954)
- Lømlerne (Les mistons) (1957)
- Une histoire d'eau (1958)
- Ung flugt (Les quatre cents coups) (1959)
- Skyd på pianisten (Tirez sur le pianiste) - (1960)
- Jules og Jim (Jules et Jim) (1961)
- De unge elskende (L'amour à vingt ans, oprindeligt Antoine et Colette) (1962)
- Silkehud (La peau douce) (1964)
- Fahrenheit 451 (1966)
- Bruden var i sort (La mariée etait en noir) (1967)
- Stjålne kys (Baisers volés) (1968)
- Den falske brud (La sirène du Mississippi) (1969)
- Den vilde dreng (L'enfant sauvage) (1970)
- Elsker - elsker ikke (Domicile conjugal) (1970)
- Hjerter tre - (Les deux anglaises et le continent) (1971)
- En dejlig pige som mig (Une belle fille comme moi) (1972)
- Den amerikanske nat (La nuit américaine) (1973)
- I kærlighedens lænker (L'histoire d'Adèle) (1975)
- Lommepenge (L'argent de poche) (1976)
- Manden der elskede kvinder (L'homme qui amait les femmes) (1977)
- Det grønne værelse (La chambre verte) (1978)
- Kærlighed på flugt (L'amour en fuite) (1979)
- Den sidste metro (Le dernier metro) (1980)
- Kvinden overfor (La femme d'à coté) (1981)
- I al fortrolighed (Vivement dimanche) (1982